# アレクサンドル・デスプラ
アレクサンドル・デスプラ（Alexandre Desplat [a.lɛk.sɑ̃dʁ dɛs.pla], [dɛ.pla], 本名: Alexandre Michel Gerard Desplat, 1961年8月23日 - ）は、フランスの映画音楽作曲家。パリ出身。「デプラ」と表記されることがある。
主にジャック・オーディアールやウェス・アンダーソンとのタッグで知られ、彼らの監督作品の多くを手掛けている。

## 経歴
フランス人の父とギリシャ人の母のもとに生まれる。子供のころからピアノを弾き始め、1990年代はじめからフランスで多くの映画やテレビで音楽を担当し、2000年代に入ってからハリウッド映画やイギリス映画の音楽も手がけるようになる。
2005年、『真夜中のピアニスト』でベルリン国際映画祭銀熊賞とセザール賞を受賞した。
また、2006年の『クィーン』や2008年の『ベンジャミン・バトン 数奇な人生』、2010年の『英国王のスピーチ』でアカデミー作曲賞にノミネートされた。2014年の『グランド・ブダペスト・ホテル』で同賞を初受賞し、2017年の『シェイプ・オブ・ウォーター』でも受賞した。

## 主な作品
- 天使が隣で眠る夜 Regarde les hommes tomber (1994)
- イノセント・ライズ Innocent Lies (1995)
- いちばん美しい年齢 Le Plus bel âge... (1995)
- マリ・ルイズ、または兵士の休暇 Marie-Louise ou la Permission (1995)
- 絹の叫び Le Cri de la soie (1996)
- 見憶えのある他人 Passage à l'acte (1996)
- ラブetc. Love, etc. (1996)
- ハーフ・ア・チャンス Une chance sur deux (1998)
- 愛のエチュード The Luzhin Defence (2000)
- バルニーのちょっとした心配事 Barnie et ses petites contrariétés (2000)
- 陽のあたる場所から Stormy Weather (2003)
- 真珠の耳飾りの少女 Girl with a Pearl Earring (2003)
- 記憶の棘 Birth (2004)
- ママが泣いた日 The Upside of Anger (2005)
- 真夜中のピアニスト De battre mon coeur s'est arrêté (2005)
- カサノバ Casanova (2005)
- シリアナ Syriana (2005)
- ファイヤーウォール Firewall (2006)
- クィーン The Queen (2006)
- ラスト、コーション Se, jie (2007)
- ライラの冒険/黄金の羅針盤 The Golden Compass (2007)
- いのちの戦場 -アルジェリア1959- L'Ennemi intime (2007)
- ベンジャミン・バトン 数奇な人生 The Curious Case of Benjamin Button (2008)
- わたしの可愛い人 シェリ Cheri (2009)
- ニュームーン/トワイライト・サーガ New Moon (2009)
- ファンタスティック Mr.FOX Fantastic Mr. Fox (2009)
- 預言者 Un prophète (2009)
- ゴーストライター The Ghost Writer (2010)
- 英国王のスピーチ The King's Speech (2010)
- ハリー・ポッターと死の秘宝 PART1 Harry Potter and the Deathly Hallows - Part 1 (2010)
- ツリー・オブ・ライフ The Tree of Life (2011)
- 明日を継ぐために A Better Life (2011)
- ハリー・ポッターと死の秘宝 PART2 Harry Potter and the Deathly Hallows - Part 2 (2011)
- スーパー・チューズデー 〜正義を売った日〜 The Ides of March (2011)
- おとなのけんか Carnage (2011)
- ものすごくうるさくて、ありえないほど近い Extremely Loud and Incredibly Close (2011)
- リアリティー Reality (2012)
- ムーンライズ・キングダム Moonrise Kingdom (2012)
- 君と歩く世界 De rouille et d'os (2012)
- ルノワール 陽だまりの裸婦 Renoir (2012)
- アルゴ Argo (2012)
- ガーディアンズ 伝説の勇者たち Rise of the Guardians (2012)
- ゼロ・ダーク・サーティ Zero Dark Thirty (2012)
- 毛皮のヴィーナス La Vénus à la fourrur (2013)
- あなたを抱きしめる日まで Philomena (2013)
- ケープタウン Zulu (2013)
- ミケランジェロ・プロジェクト The Monuments Men (2014)
- グランド・ブダペスト・ホテル The Grand Budapest Hotel (2014)
- GODZILLA ゴジラ Godzilla (2014)[3]
- イミテーション・ゲーム/エニグマと天才数学者の秘密 The Imitation Game (2014)
- 不屈の男 アンブロークン Unbroken (2014)
- 五日物語 -3つの王国と3人の女- Tale of Tales (2015)
- リリーのすべて The Danish Girl (2015)
- 誰のせいでもない Every Thing Will Be Fine (2015)
- 未来を花束にして Suffragette (2015)
- 光をくれた人 The Light Between Oceans (2016)
- アメリカン・バーニング American Pastoral (2016)
- マダム・フローレンス! 夢見るふたり Florence Foster Jenkins (2016)
- ペット The Secret Life of Pets (2016)
- ヒトラーへの285枚の葉書 Alone in Berlin (2016)
- すばらしき映画音楽たち Score: A Film Music Documentary（2017年、ドキュメンタリー映画） - 出演
- サバービコン 仮面を被った街 Suburbicon (2017)
- 告白小説、その結末 D'après une histoire vraie (2017)
- シェイプ・オブ・ウォーター The Shape of Water (2017)
- ヴァレリアン 千の惑星の救世主 Valerian and the City of a Thousand Planets (2017)
- あさがくるまえに Réparer les vivants  Heal the living (2017)
- 犬ヶ島 Isle of Dogs (2018)
- オペレーション・フィナーレ Operation Finale (2018)
- ゴールデン・リバー The Sisters Brothers (2018)
- 潜水艦クルスクの生存者たち Kursk (2018)
- ペット2 The Secret Life of Pets 2 (2019)
- ストーリー・オブ・マイライフ/わたしの若草物語 Little Women (2019)
- オフィサー・アンド・スパイ J'accuse (2019)
- ミッドナイト・スカイ The Midnight Sky (2020)
- フレンチ・ディスパッチ ザ・リバティ、カンザス・イヴニング・サン別冊 The French Dispatch (2021)
- ギレルモ・デル・トロのピノッキオ Guillermo del Toro's Pinocchio (2022)
- アステロイド・シティ Asteroid City (2023)
- The Palace (2023)
- ナイアド 〜その決意は海を越える〜 Nyad (2023)
- ピアノ・レッスン The Piano Lesson (2024)
- ジュラシック・ワールド/復活の大地 Jurassic World: Rebirth (2025)
- Frankenstein (2025)